# 아르준 사르자
스리니바사 사르자(Srinivasa Sarja)는 예명인 아르준(Arjun)으로 활동하는 콜리우드 영화계의 인도의 배우, 프로듀서, 감독이다.
그는 칸나다어 및 텔루구어 영화와 말라얄람어, 힌디어 영화 외에도 타밀어 영화에 출연했다. 언론과 팬들은 액션 영화에서 맡는 역할로 인해 "액션의 왕"이라고 부르기도 한다. 아르준은 160편 이상의 영화에 출연했으며 대부분에서 주연을 맡았다. 인도의 여러 주에서 팬을 갖고 있는 몇 안되는 남인도 출신 배우 중 한 명이다. 한편 그는 12편의 영화를 감독했으며 다수의 영화를 제작 및 배급하기도 했다.
1993년에는 S. 샹카르의 블록버스터 영화 "젠틀맨"에 출연하여 긍정적인 평가를 받았으며 타밀 나두주 영화 시상식에서 최고의 배우상을 수상했다. 이 기간 동안 그는 Jai Hind (1994), Karnaa (1995), 액션 스릴러 영화 Kurudhipunal (1995)과 같은 히트작에 출연했다. 이 중 마지막 영화에서는 아르준의 연기가 호평을 받았고, 영화 자체는 제68회 아카데미상 국제영화 부문에 출품되기도 하였다. 1999년에 그는 정치 액션 스릴러 영화 Mudhalvan 에 출연하여 그의 역할과 기타 수많은 후보에 올랐다. 그 후 그는 Vasanth 의 로맨틱 드라마 영화 Rhythm 에 출연하여 결국 미망인과 사랑에 빠지는 사진 작가 역을 맡았다. 인기 있는 사운드트랙을 선보이고 긍정적인 평가를 받은 Rhythm 은 상업적인 성공도 거두었다.
Arjun은 칸나다어 영화 Sri Manjunatha (2001)와 Telugu 영화 Hanuman Junction (2001)에 출연했다. 그는 영화 작업으로 카르나타카주 영화상 남우주연상을 수상했다. 다국어 영화 Abhimanyu (2014)는 카르나타카주 영화상에서 두 번째 최우수 영화상을 수상했다.